# توني رومو
توني رومو (بالإنجليزية: Tony Romo)‏ (و. 1980  م) هو لاعب كرة قدم أمريكية، ومعلق رياضي، من الولايات المتحدة، ولد في سان دييغو، مركز لعبه هو ظهير ربعي.

## التعليم
تعلم في ثانوية بورلينغتون ‏.

## وصلات خارجية
- توني رومو على موقع إي إس بي إن.كوم (أن.أف.أل)3
- توني رومو على موقع مرجع كرة القدم المحترفة.كوم (الإنجليزية)

- توني رومو على موقع IMDb (الإنجليزية)
- توني رومو على موقع الموسوعة البريطانية (الإنجليزية)
- توني رومو على موقع إن إن دي بي (الإنجليزية)